# Ligne 5 Eglinton
La ligne 5 Eglinton (également connue sous le nom de « Eglinton Crosstown LRT ») est un projet du système léger sur rail en construction à Toronto, en Ontario, au Canada. Numérotée comme une ligne de métro, la ligne est considérée comme faisant partie du réseau de métro de Toronto. Elle est située le long de l'avenue Eglinton, et rejoindra le quartier Mount Dennis à l'ouest à la station Kennedy à l'est. Le propriétaire est la société de planification des transports provinciale Metrolinx; l'exploitant est la société de transport en commun Toronto Transit Commission. 
La construction a débuté à l'été 2011, et la ligne devrait être en service en 2022,. Mais le 23 septembre 2022, Metrolinx a annoncé que la ligne ne serait pas mise en service en 2022 Plus tard, le 16 mai 2023, Metrolinx a annoncé que le projet n'ouvrirait pas avant 2024 en raison d'un différend juridique entre Metrolinx et l'entreprise de construction de la ligne. En 2024, la ligne n'a toujours pas de date d'ouverture.

## Route

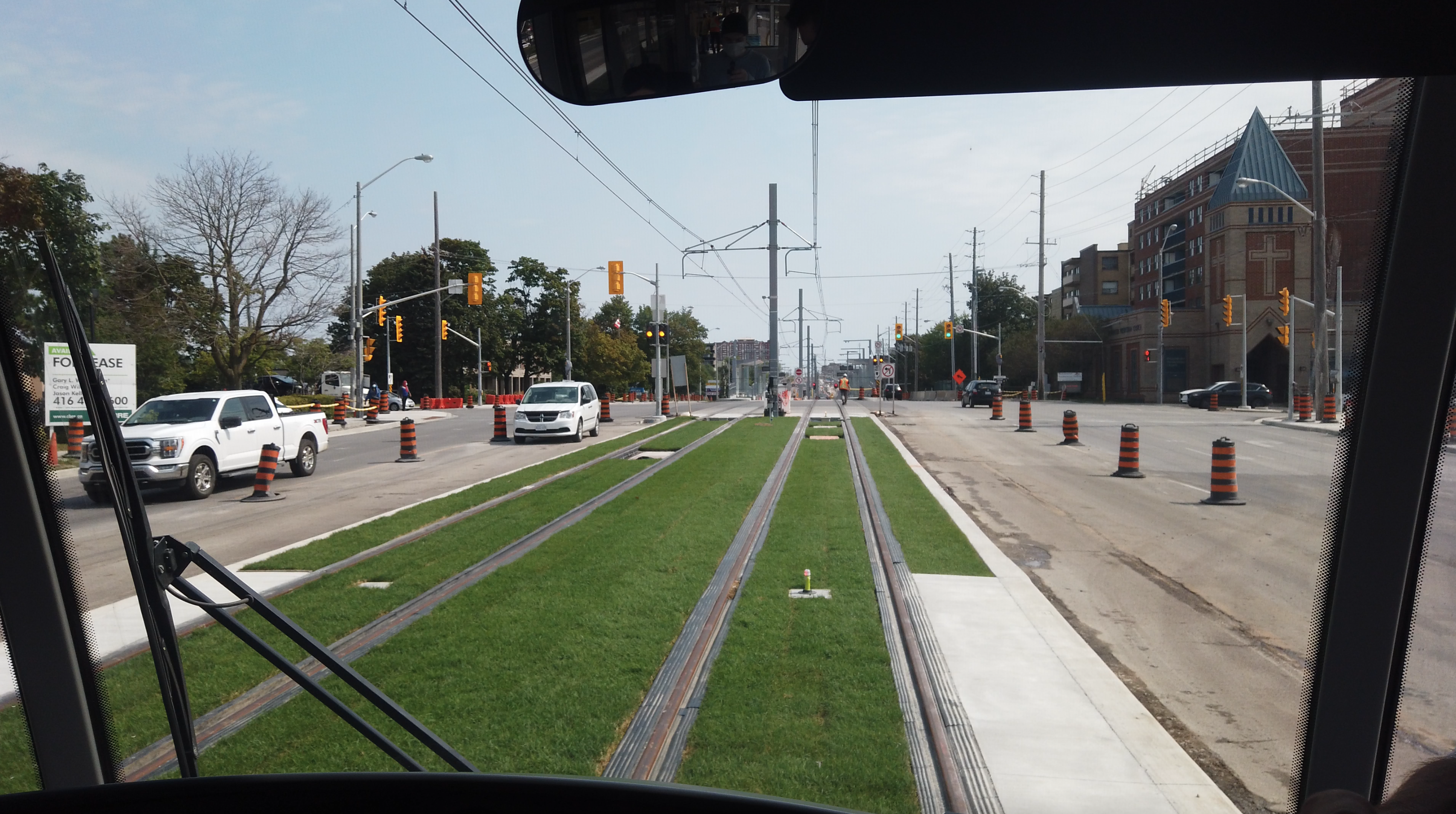
Voies engazonnées près de Birchmount Road

La ligne est 19 kilomètres de long et comportera 25 stations et arrêts dont 14 stations seront souterraines, tandis que les autres seront des arrêts au niveau du sol situés en site propre dans la médiane de l'avenue Eglinton. Le terminus ouest de la ligne sera la station Mount Dennis, située dans un bâtiment donnant sur l'avenue Eglinton. À l'est de la station Mount Dennis, il y a une courte section surélevée transportant la ligne au-dessus de Black Creek Drive et Black Creek. Environ 10 kilomètres de la ligne sont forés sous terre entre la rue Keele et Laird Drive avec 12 stations souterraines. À l'est de Brentcliffe Road, la ligne fait surface et il y a 10 arrêts au niveau du sol situés dans la médiane de la rue en site propre et une station souterraine (Science Centre). La ligne se termine à la station Kennedy, une station souterraine,,.

## Stations
Voici la liste des stations:
| Station / arrêt           | Type       | Rue transversale              | Correspondance                           |
| ------------------------- | ---------- | ----------------------------- | ---------------------------------------- |
| Mount Denis               | Surface    | Photography Drive             | Ligne Kitchener Union Pearson Express    |
| Keelesdale                | Souterrain | Keele Street                  |                                          |
| Caledonia                 | Souterrain |                               | Ligne Barrie                             |
| Fairbank                  | Souterrain | Dufferin Street               |                                          |
| Oakwood                   | Souterrain | Oakwood Avenue                |                                          |
| Cedarvale (Eglinton West) | Souterrain | Allan Road                    | Ligne 1 Yonge-University                 |
| Forest Hill               | Souterrain | Bathurst Street               |                                          |
| Chaplin                   | Souterrain | Chaplin Crescent              |                                          |
| Avenue                    | Souterrain | Avenue Road                   |                                          |
| Eglinton                  | Souterrain | Yonge Street                  | Ligne 1 Yonge-University                 |
| Mount Pleasant            | Souterrain | Mount Pleasant Road           |                                          |
| Leaside                   | Souterrain | Bayview Street                |                                          |
| Laird                     | Souterrain | Laird Drive                   |                                          |
| Sunnybrook Park           | Surface    | Leslie Street                 |                                          |
| Don Valley                | Souterrain | Don Mills Road                |                                          |
| Aga Khan Park & Museum    | Surface    | Ferrand Drive                 |                                          |
| Wynford                   | Surface    | Wynford Drive                 |                                          |
| Sloane                    | Surface    | Bermondsey Road Sloane Avenue |                                          |
| O'Connor                  | Surface    | Victoria Park Avenue          |                                          |
| Pharmacy                  | Surface    | Pharmacy Avenue               |                                          |
| Hakimi Lebovic            | Surface    | Lebovic Avenue Hakimi Avenue  |                                          |
| Golden Mile               | Surface    | Warden Avenue                 |                                          |
| Birchmount                | Surface    | Birchmount Road               |                                          |
| Ionview                   | Surface    | Ionview Road                  |                                          |
| Kennedy                   | Souterrain | Kennedy Road                  | Ligne 2 Bloor-Danforth Ligne Stouffville |

## Véhicules

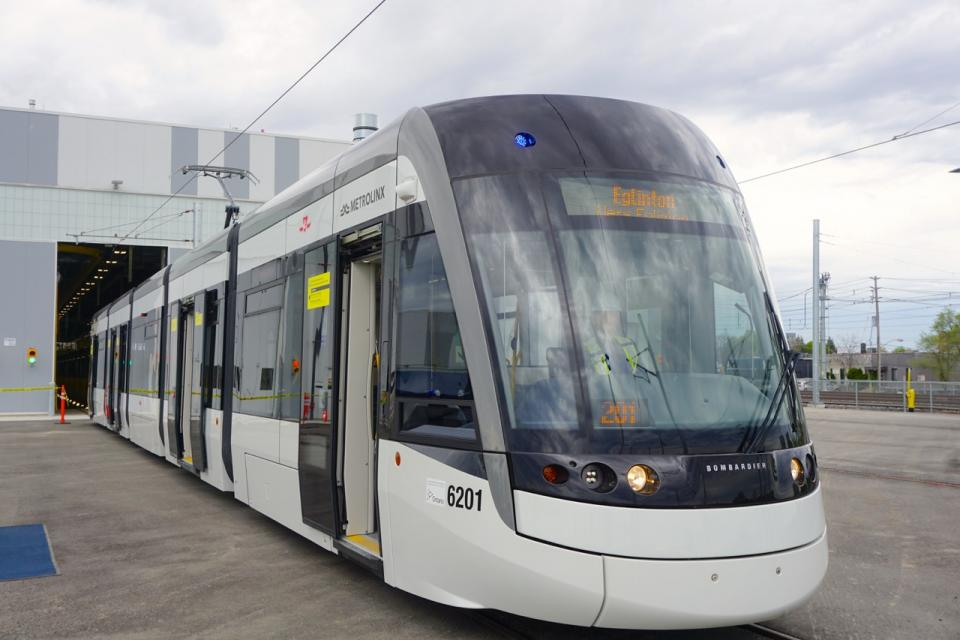
Tramway à plancher bas de la ligne 5 Eglinton au dépôt : Eglinton Maintenance and Storage Facility

Metrolinx a reçu 76 rames type Flexity Freedom de Bombardier. Le Flexity Freedom est un véhicule bidirectionnel à plancher bas intégral qui emploie un pantographe pour le captage du courant. En tant que ligne de « métro », la ligne 5 Eglinton est très différente des lignes de métro antérieures à Toronto, qui utilisent les véhicules à plancher haut avec le captage du courant par le troisième rail.
Les véhicules Flexity Freedom ressemblent quelque peu aux véhicules Flexity Outlook utilisés par le tramway de Toronto (« streetcar » en anglais), mais les deux types sont incompatibles en raison des contraintes du système de tramway.
| Comparaison                | Ligne 5         | « Streetcar »       |
| -------------------------- | --------------- | ------------------- |
| Véhicule                   | Flexity Freedom | Flexity Outlook     |
| Longueur                   | 31 m            | 28 m                |
| Largeur                    | 2,65 m          | 2,54 m              |
| Direction                  | bidirectionnel  | unidirectionnel     |
| Trains de 2-3 voitures     | oui             | non                 |
| Écartement                 | 1435 mm         | 1495 mm             |
| Pente maximale             | 5-6 %           | 8 %                 |
| Rayon minimal de curvature | 25 m            | 11 m                |
| Tension                    | 750 v           | 600 v               |
| Captage                    | pantographe     | perche, pantographe |

Le dépôt (Eglinton Maintenance and Storage Facility) de la ligne est près de la station Mount Dennis. Il y a une voie de connexion entre le dépôt et la ligne principale à l'est de la station Mount Dennis. Le dépôt a une capacité de 135 véhicules légers sur rail; cependant, au départ, seuls 76 véhicules seront en service. Le dépôt a ouvert en 2018 pour accueillir les véhicules de Bombardier.